# Cheesmanella janiseli
Cheesmanella janiseli là một loài tò vò trong họ Ichneumonidae.